# Хорол (село)
Хоро́л — село в Україні, у Роменському районі Сумської області. Населення становить 135 осіб. Входить до складу Вільшанської сільської громади.

## Географія
Село Хорол знаходиться між селами Горькове і Козельне (1,5 км). По селу протікає пересихаючий струмок з загатою.

## Населення

### Мова
Розподіл населення за рідною мовою за даними перепису 2001 року:
| Мова       | Кількість | Відсоток |
| ---------- | --------- | -------- |
| українська | 134       | 99.26%   |
| російська  | 1         | 0.74%    |
| Усього     | 135       | 100%     |

## Історія
В 1992 році селу Добринівка повернули історичну назву Хорол.
12 червня 2020 року, відповідно до розпорядження Кабінету Міністрів України № 723-р «Про визначення адміністративних центрів та затвердження територій територіальних громад Сумської області», село увійшло до складу Вільшанської сільської громади.

19 липня 2020 року, в результаті адміністративно-територіальної реформи та ліквідації Недригайлівського району, громада увійшла до складу новоутвореного Роменського району.
1. ↑  Рідні мови в об'єднаних територіальних громадах України — Український центр суспільних даних
2. ↑  Розпорядження Кабінету Міністрів України № 723-р  «Про визначення адміністративних центрів та затвердження територій територіальних громад Сумської області». kmu.gov.ua. Процитовано 25 жовтня 2021.
3. ↑  Постанова Верховної Ради України від 17 липня 2020 року № 807-IX «Про утворення та ліквідацію районів»